# Ведьмы (фильм, 2020)
«Ведьмы» (англ. The Witches) — американо-мексиканский кинофильм Роберта Земекиса. В главной роли: Энн Хэтэуэй. Выход фильма состоялся 29 октября 2020 года.

## Сюжет
В 1968 году мальчик Чарли Хансен попадает в автоаварию, в которой гибнут его родители, а его самого берёт на попечение Агата, его бабушка по материнской линии, и переезжает к ней в Демополис, штат Алабама. Чарли долгое время переживает утрату, но стараниями бабушки всё же выходит из депрессии. На карманные деньги Чарли покупает в местном зоомагазине белую мышку и даёт ей имя Дейзи.
Однажды в магазине Чарли пересекается с жуткого вида женщиной, следившей за ним. Она предлагает ему съесть странного вида конфету, но Чарли удаётся от неё скрыться. Дома он рассказывает бабушке об этом, что приводит её в ужас: со слов бабушки, та женщина — одна из ведьм, что тайно живут среди людей и убивают маленьких детей, так как не переносят их специфического запаха, что могут чуять только они. Бабушка рассказывает, что когда сама была маленькой, её подругу детства заколдовала другая ведьма, превратив в курицу.
Опасаясь, что ведьма не оставит Чарли в покое, Агата вместе с ним и Дейзи уезжает в престижный отель, где её кузен работает поваром. В отеле Чарли знакомится с избалованным мальчиком Бруно, тем не менее, они становятся друзьями. Гуляя по отелю, Чарли хочет проследить за группой женщин, выдающих себя за защитниц прав детей. Однако, сбросившие маскировку женщины оказываются теми самыми ведьмами из рассказов Агаты, а Чарли оказался заперт с ними в одном зале, хотя они и не знают о его присутствии. На совещании Ева Эрнст, верховная ведьма, продвигает свой план массовой борьбы с детьми: на имеющееся у неё денежное состояние она планирует оплатить создание сети кондитерских лавок, где ведьмы будут продавать детям сладости, отравленные новейшим зельем, способным превратить человека в мышь меньше чем за час. И в качестве подопытного кролика она дала отравленный шоколад Бруно, который в определённое время превращается в мышь на виду у остальных ведьм. Дейзи, внезапно продемонстрировавшая способность говорить по-человечески, спасает Бруно, однако вместе с этим выдаёт местоположение Чарли. Ведьмы хватают мальчика и тоже обращают в мышь, но Дейзи успевает спасти от смерти и его. Детям удаётся сбежать от ведьм.
Как выясняется, Дейзи — тоже обращённая в мышь девочка-сирота по имени Мери, которую отравила одна из ведьм, но ей повезло не умереть на улице, будучи проданной в зоомагазин. Обсуждая план действий, дети решают в первую очередь добраться до бабушки Агаты, так как она очень многое знает о ведьмах и как с ними бороться. Им удаётся проникнуть в её номер, но напуганная их видом горничная вызывает в отель крысолова, заложившего по всем номерам мышеловки. Бабушка с огорчением принимает случившуюся с Чарли и его друзьями беду, но всё же соглашается вместе с ними остановить план  ведьм.
Как оказалось, гостиничный номер Евы располагается прямо под номером Агаты. Бабушка спускает Чарли вниз на пряже, чтобы тот мог украсть ампулу с тем самым зельем. Ева едва не ловит их с поличным, когда её отвлекает управляющий отелем, у которого она заказывает суп для званного обеда ведьм.
Чарли проникает на кухню и отравляет зельем суп, предназначавшийся ведьмам. Тем временем, Агата пытается уговорить родителей Бруно принять обращённого в мышь сына, чем только провоцирует их возмущение. В столовой Агата и дети решают проследить за воплощением их плана, когда бабушку замечает Ева — ведьма узнала в ней девочку, чью подругу когда-то обратила в курицу. Пользуясь этим, детям удаётся стащить у Евы ключ от её номера, где хранятся запасы её зелий. В конце концов, зелье срабатывает, и ведьмы начинают превращаться в крыс, чем провоцируют панику в отеле.
Пользуясь переполохом, Агата с детьми проникают в номер Евы и готовятся обокрасть её, чтобы окончательно сорвать её планы. Однако, Ева всё же ловит их и угрожает убить Агату. Чарли хитростью удаётся напоить Еву собственным зельем, и та превращается в крысу. Ведьму оставляют один на один с её ручным котом, который её же и съедает. Агата и дети покидают отель, взяв с собой Бруно, которого родители отказываются принять в таком виде.
Несмотря на то, что Агата не может приготовить антидот от зелья, что обрекает детей на оставшуюся жизнь в качестве мышей, у них всё ещё предостаточно украденных у Евы денег и запасов зелий, а также список не попавших на шабаш ведьм — этим они решают воспользоваться, чтобы начать охоту на ведьм по всей Америке.
В эпилоге рассказчик, оказавшийся постаревшим Чарли (будучи обращённым в мышь человеком, он способен прожить в 3-4 раза дольше, чем мышь обычная) в качестве слайд-шоу рассказывает другим детям свою историю и готовит из них новых охотников на ведьм.

## В ролях
| Актёр           | Роль                      |
| --------------- | ------------------------- |
| Джазир Бруно    | Чарли Хансен              |
| Октавия Спенсер | бабушка Агата             |
| Стэнли Туччи    | Мистер Стрингер           |
| Энн Хэтэуэй     | Ева Эрнст, главная ведьма |
| Кристин Ченовет | Мери / Дейзи              |
| Джозетт Саймон  | Зельда                    |

## Производство
Съёмки фильма начались в мае 2019 года. 2 октября 2020 был представлен дебютный трейлер фильма и объявлена дата показа — 22 октября 2020 года на HBO Max

## Предыдущая экранизация
В 1990 году вышел фильм режиссёра Николаса Роуга также называющийся «Ведьмы», снятый по мотивам произведения Роальда Даля, в котором ведьмы также превращали детей в мышей. В отличие от данной экранизации, фильм 2020 года более близок к сюжету книги, хотя некоторые моменты тоже изменены. От оригинала фильм перенимает концовку и другие сюжетные повороты, от экранизации 1990 года фильм позаимствовал имена для большинства персонажей, которые в книге оставались безымянными.